# Buergerita
La buergerita es un mineral de la clase de los ciclosilicatos, del llamado "grupo de la turmalina". Fue descubierto en 1966 y nombrado así por Martin J. Buerger (1903-1986), eminente mineralogista y cristalógrafo estadounidense pionero en el análisis de estructuras cristalinas, que inventó la cámara de rayos X para fotografiar la simetría del cristal.
Fue descrita por primera vez por una ocurrencia en cavidades riolíticas cerca de Mexquitic, San Luis Potosí, México. Fue aprobado como un mineral en 1966 por el IMA y nombrado en honor de Martin J. Buerger (1903–1986), profesor de mineralogía en el Instituto de Tecnología de Massachusetts. También se ha informado de ocurrencias en Minas Gerais, Brasil, y en la Región de Bohemia Central de la República Checa.

## Características químicas

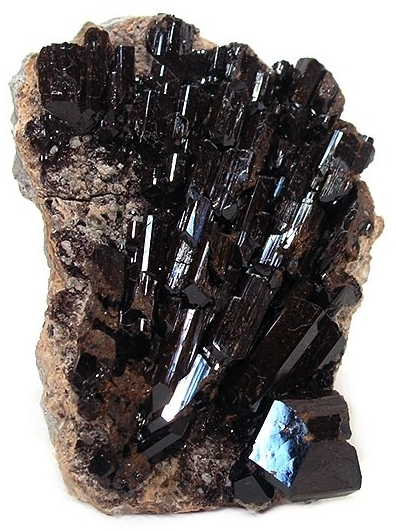
Buergerita

Aunque es un ciclosilicatos, algunos de sus tetraedros de silicato están sustituidos por tetraedros de borato, por lo que en realidad es un boro-silicato.
Además de los metales que constituyen su fórmula, suele llevar otras impurezas que le dn distintas tonalidad de color, entre las más frecuentes: titanio, manganeso, magnesio, calcio y potasio.
Forma una serie de solución sólida con la dravita (NaMg3Al6(BO3)3Si6O18(OH)4).

## Formación y yacimientos
Probablemente el la formación de este mineral tiene un origen pneumatolítico, apareciendo en cavidades dentro de la roca riolita.